# Associazione Calcio Riunite Messina 1950-1951
Questa pagina raccoglie i dati riguardanti l'Associazione Calcio Riunite Messina nelle competizioni ufficiali della stagione 1950-1951.

## Stagione
Nella stagione 1950-1951 il Messina ha disputato il campionato di Serie B a ventuno squadre, un lungo torneo con 42 giornate, con 39 punti in classifica ha ottenuto il quindicesimo posto ed una tranquilla salvezza. Il torneo è stato vinto con 58 punti dalla Spal davanti al Legnano con 54 punti, entrambe promosse in Serie A. Il 4 ottobre 1950 viene inaugurato lo Stadio Giovanni Celeste con l'amichevole di lusso Messina-Milan (1-5), sugli spalti tredicimila spettatori.
Dopo la gioia per la promozione in Serie B, si è vissuta un'estate tribolata di ricorsi per poter mantenere la categoria, che alla fine viene confermata con due giornate di squalifica del campo. Si parte nel torneo cadetto con la truppa affidata ad Oronzo Pugliese ma dopo le sconfitte di Brescia e Legnano i giallorossi vengono affidati a Carlo Rigotti con il difficile compito di condurre il Messina alla salvezza, per poter raggiungere questo obiettivo viene anche ingaggiato il centravanti olandese Karel Voogt che darà un forte contributo alla causa giallorossa realizzando dodici reti.

## Rosa
| N. |                    | Ruolo | Calciatore             |
| -- | ------------------ | ----- | ---------------------- |
|    | Italia (bandiera)  | D     | Renato Avellani        |
|    | Italia (bandiera)  | A     | Luigi Bassi            |
|    | Italia (bandiera)  | A     | Manlio Bertolin        |
|    | Italia (bandiera)  | D     | Pietro Bettoli         |
|    | Italia (bandiera)  | C     | Adelchi Brach          |
|    | Italia (bandiera)  | C     | Sergio Calzavara       |
|    | Italia (bandiera)  | A     | Stelvio Della Casa     |
|    | Italia (bandiera)  | A     | Giovan Battista Fabbri |
|    | Italia (bandiera)  | C     | Ugo Gazzari            |
|    | Italia (bandiera)  | C     | Giorgio Giorgioni      |
|    | Austria (bandiera) | A     | Engelbert Koenig       |

| N. |                        | Ruolo | Calciatore         |
| -- | ---------------------- | ----- | ------------------ |
|    | Italia (bandiera)      | C     | Francesco Lombardo |
|    | Italia (bandiera)      | C     | Bruno Maran        |
|    | Italia (bandiera)      | A     | Cornelio Marchetto |
|    | Italia (bandiera)      | A     | Giobata Opisso     |
|    | Italia (bandiera)      | P     | Lorenzo Vellutini  |
|    | Italia (bandiera)      | C     | Dante Voglino      |
|    | Paesi Bassi (bandiera) | A     | Karel Voogt        |
|    | Italia (bandiera)      | D     | Dante Zanzottera   |
|    | Italia (bandiera)      | C     | Fulvio Zonch       |
|    | Italia (bandiera)      | P     | Duilio Zotti       |

## Risultati

### Campionato

#### Girone di andata
| Arbitro: | Gentile (Catanzaro) |

|                              |           |           |
| Tieghi 63’ Benini 76’ (rig.) | Marcatori | 34’ Brach |

| Arbitro: | Piemonte (Monfalcone) |

|                          |           |                              |
| Danova 51’ Lavezzari 74’ | Marcatori | 10’, 28’ Brach 15’ Marchetto |

| Arbitro: | Maurelli (Roma) |

|           |           |              |
| Brach 55’ | Marcatori | 70’ Barbieri |

| Arbitro: | Caputi (Molfetta) |

|  |           |              |
|  | Marcatori | 11’ Tavellin |

| Arbitro: | Pizzato (Mestre) |

|                      |           |               |
| Bettini 4’, 39’, 44’ | Marcatori | 80’ Marchetto |

| Arbitro: | Zoli (Pontedera) |

|               |           |  |
| Eidefjäll 54’ | Marcatori |  |

| Arbitro: | Corallo (Lecce) |

|                                         |           |                     |
| Voglino 18’ Brach 24’ Bertolin 29’, 69’ | Marcatori | 54’ (aut.) Avellani |

| Arbitro: | Matteucci (Roma) |

|  |           |              |
|  | Marcatori | 25’ Busnelli |

| Arbitro: | Valsecchi (Milano) |

|  |           |                  |
|  | Marcatori | 86’ (rig.) Bassi |

| Arbitro: | Griggi (Brescia) |

|                                         |           |                         |
| Nordio 33’, 65’ Ferron 46’ Broccini 81’ | Marcatori | 24’ Bassi 70’ Marchetto |

| 19 novembre 1950 11ª giornata |  | – Turno di riposo MESSINA |  |  |

| Arbitro: | Poggipollini (Ferrara) |

|                              |           |             |
| Della Casa 29’ Marchetto 42’ | Marcatori | 50’ Taccola |

| Arbitro: | Matucci (Seregno) |

|              |           |                                        |
| Bertolin 72’ | Marcatori | 17’ Lerici 76’ Gualtieri 83’ Marchetti |

| Arbitro: | Mosca (Napoli) |

|                                             |           |           |
| Vörös 22’ Achilli II 49’ (rig.) Vergani 90’ | Marcatori | 59’ Voogt |

| Arbitro: | Maurelli (Roma) |

|           |           |            |
| Voogt 58’ | Marcatori | 79’ Randon |

| Arbitro: | Piemonte (Monfalcone) |

|                                   |           |  |
| Tessaro 25’ Pernigo 58’ Frasi 74’ | Marcatori |  |

| Arbitro: | Caputi (Molfetta) |

|                             |           |  |
| Fabbri 25’ Voogt 86’ (rig.) | Marcatori |  |

| Arbitro: | Parpaiola (Padova) |

|                                |           |                 |
| Voogt 36’ Montanari 85’ (aut.) | Marcatori | 35’ Scagliarini |

| Arbitro: | Marangio (Roma) |

|  |           |            |
|  | Marcatori | 84’ Koenig |

| Arbitro: | Casati (Varese) |

|                           |           |                 |
| Dini 50’, 55’ Bennike 86’ | Marcatori | 8’ (rig.) Voogt |

| Arbitro: | Cartei (Firenze) |

|                                                       |           |             |
| Giorgioni 49’ G. Marchetto 63’ (aut.) Koenig 65’, 89’ | Marcatori | 83’ Bussone |

#### Girone di ritorno
| Arbitro: | Occhinegro (Taranto) |

|                                                    |           |                  |
| Koenig 38’ Giorgioni 69’ Marchetto 75’ Voglino 85’ | Marcatori | 40’ (aut.) Bassi |

| Arbitro: | Matteucci (Roma) |

|            |           |  |
| Koenig 74’ | Marcatori |  |

| Arbitro: | Molon (Verona) |

|                           |           |  |
| Brighenti 35’ Manenti 65’ | Marcatori |  |

| Arbitro: | Maurelli (Roma) |

|              |           |           |
| Civolani 14’ | Marcatori | 80’ Voogt |

| Arbitro: | Tibaldi (Savona) |

|                                         |           |             |
| Voogt 10’, 56’ Della Casa 19’ Bassi 39’ | Marcatori | 80’ Bettini |

| Arbitro: | Gemini (Roma) |

|                      |           |  |
| Opisso 58’ Brach 70’ | Marcatori |  |

| Arbitro: | Buratti (Milano) |

|  |           |                  |
|  | Marcatori | 78’ (rig.) Voogt |

| Arbitro: | Poggipollini (Ferrara) |

|             |           |  |
| Marzani 86’ | Marcatori |  |

| Messina 1º aprile 1951 30ª giornata | Messina           | 0 – 0 | Pisa | Stadio Giovanni Celeste\| Arbitro: \| Bernardi (Savona) \| |
| Arbitro:                            | Bernardi (Savona) |       |      |                                                            |

| Arbitro: | Corallo (Lecce) |

|           |           |  |
| Voogt 47’ | Marcatori |  |

| 15 aprile 1951 32ª giornata |  | – Turno di riposo MESSINA |  |  |

| Arbitro: | Cartei (Firenze) |

|  |           |                           |
|  | Marcatori | 35’, 56’ Koenig 88’ Voogt |

| Arbitro: | Bernasconi (Firenze) |

|            |           |  |
| Lerici 65’ | Marcatori |  |

| Arbitro: | Jonni (Macerata) |

|  |           |            |
|  | Marcatori | 86’ Bretti |

| Arbitro: | Caputi (Molfetta) |

|                   |           |                                 |
| Brondi 89’ (rig.) | Marcatori | 21’ (rig.) Koenig 71’ Marchetto |

| Messina 20 maggio 1951 37ª giornata | Messina          | 0 – 0 | Verona | Stadio Giovanni Celeste\| Arbitro: \| Fortina (Novara) \| |
| Arbitro:                            | Fortina (Novara) |       |        |                                                           |

| Arbitro: | Menchini (Udine) |

|                  |           |  |
| Lenci 50’ (rig.) | Marcatori |  |

| Arbitro: | Casati (Varese) |

|                           |           |            |
| Torti 48’ Scagliarini 63’ | Marcatori | 50’ Fabbri |

| Arbitro: | Gemini (Roma) |

|           |           |           |
| Voogt 72’ | Marcatori | 78’ Persi |

| Arbitro: | Corallo (Lecce) |

|                   |           |               |
| Koenig 22’ (rig.) | Marcatori | 79’ Rosignoli |

| Arbitro: | Cartei (Roma) |

|                        |           |  |
| Micheloni 71’ Polo 78’ | Marcatori |  |

## Statistiche

### Statistiche di squadra
| Competizione | Punti | In casa | In casa | In casa | In casa | In casa | In casa | In trasferta | In trasferta | In trasferta | In trasferta | In trasferta | In trasferta | Totale | Totale | Totale | Totale | Totale | Totale | DR |
| Competizione | Punti | G       | V       | N       | P       | Gf      | Gs      | G            | V            | N            | P            | Gf           | Gs           | G      | V      | N      | P      | Gf     | Gs     | DR |
| ------------ | ----- | ------- | ------- | ------- | ------- | ------- | ------- | ------------ | ------------ | ------------ | ------------ | ------------ | ------------ | ------ | ------ | ------ | ------ | ------ | ------ | -- |
| Serie B      | 39    | 20      | 10      | 6       | 4       | 31      | 16      | 20           | 6            | 1            | 13           | 19           | 32           | 40     | 16     | 7      | 17     | 50     | 48     | +2 |

### Statistiche dei giocatori
| Giocatore     | Serie B  | Serie B |
| Giocatore     | Presenze | Reti    |
| ------------- | -------- | ------- |
| R. Avellani   | 37       | 0       |
| L. Bassi      | 37       | 3       |
| M. Bertolin   | 8        | 3       |
| P. Bettoli    | 27       | 0       |
| A. Brach      | 30       | 6       |
| S. Calzavara  | 27       | 0       |
| S. Della Casa | 15       | 2       |
| G.B. Fabbri   | 20       | 2       |
| U. Gazzari    | 7        | 0       |
| G. Giorgioni  | 7        | 2       |
| E. Koenig     | 18       | 9       |
| F. Lombardo   | 6        | 0       |
| B. Maran      | 35       | 0       |
| C. Marchetto  | 20       | 6       |
| G. Opisso     | 20       | 1       |
| L. Vellutini  | 15       | -26     |
| D. Voglino    | 29       | 2       |
| K. Voogt      | 25       | 12      |
| D. Zanzottera | 9        | 0       |
| F. Zonch      | 23       | 0       |
| D. Zotti      | 25       | -22     |